# スィルヴァーサー
スィルヴァーサー（Silvassa）は、インドのダードラー・ナガル・ハヴェーリーおよびダマン・ディーウ連邦直轄領、ダードラーおよびナガル・ハヴェーリー県の中心地。人口は98,265人（2011年）。